# Tanimbarstorfotshöna
Tanimbarstorfotshöna (Megapodius tenimberensis) är en hönsfåglar i familjen storfotshöns.

## Utseende
Tanimbarstorfotshönan är en 35–47 cm lång brunaktig till olivgrön hönsfågel. På ryggen är den mer kastanjebrun, undertill sotgrå. Baktill på hjässan syns en mycket kort och spetsig tofs. Näbben är ljus och benen röda. Runt ögat har den röd bar hud. Könen är lika.

## Utbredning och systematik
Fågeln förekommer enbart på Tanimbaröarna i Bandasjön. Den behandlas som monotypisk, det vill säga att den inte delas in i några underarter.

## Levnadssätt
Tanimbarstorfotshönan hittas i låglänta skogar. Där rör den sig skyggt på marken, enstaka eller i par.

## Status
Tanimbarstorfotshönan är upptagen på internationella naturvårdsunionen IUCN:s röda lista som nära hotad. Världsbeståndet uppskattas till mellan 1 000 och 10 000 individer. Arten tros minska i antal till följd av skogsavverkning och jakt.